# Amöneburg
Amöneburg település Németországban, Hessen tartományban. Lakosainak száma 5000 fő (2023. december 31.). Amöneburg Kirchhain, Stadtallendorf és Ebsdorfergrund községekkel határos.

## Népesség
A település népességének változása:
| Lakosok száma | 5150 | 5096 | 4949 | 4963 | 5000 |
|               | 2017 | 2019 | 2021 | 2022 | 2023 |